# Josip Pliverić
Josip Pliverić, hrvaški pedagog in pravnik, * 4. februar 1847, Nova Gradiška, † 17. julij 1907, Zagreb.
Pliverić je bil rektor Univerze v Zagrebu v študijskem letu 1892/93 in 1904/05 ter  in profesor na Pravni fakulteti.